# Силицид диникеля
Силицид диникеля — бинарное неорганическое соединение
никеля и кремния
с формулой Ni2Si,
серебристо-белые кристаллы,
не растворяется в воде.

## Получение
- Сплавление стехиометрических количеств чистых веществ:

{\displaystyle {\mathsf {2Ni+Si\ {\xrightarrow {1300^{o}C}}\ Ni_{2}Si}}}

## Физические свойства
Силицид диникеля образует серебристо-белые кристаллы нескольких модификаций:
- δ-Ni2Si, ромбическая сингония, пространственная группа P nma, параметры ячейки a = 0,706 нм, b = 0,499 нм, c = 0,372 нм, Z = 4, существует при температуре ниже 1215°С;
- θ-Ni2Si, гексагональная сингония, пространственная группа P 63m, параметры ячейки a = 0,3805 нм, c = 0,4890 нм, Z = 2, существует при температуре выше 1215°С.

Не растворяется в воде.

## Применение
- Компонент жаропрочных никелевых сплавов.
- Защитное покрытие для некоторых металлов.